# Pascal Nouma
Pascal Nouma (ur. 6 stycznia 1972 w Epinay-sur-Seine) – francuski piłkarz grający na pozycji napastnika.

## Życiorys
Piłkarską karierę Nouma rozpoczynał w stołecznym klubie Paris Saint-Germain. Występował zarówno w drużynach młodzieżowych, jak i rezerwach, a w 1989 roku włączono go do kadry pierwszej drużyny. 4 lutego 1990 zadebiutował w Ligue 1 w przegranym 0:2 wyjazdowym spotkaniu z Lille OSC. W 1991 roku z juniorami PSG wygrał Coupe Gambardella. W latach 1989–1992 zaliczył w PSG tylko 19 spotkań będąc rezerwowym dla takich zawodników jak Zlatko Vujović, Safet Sušić czy Amara Simba. Latem 1992 Nouma został wypożyczony do Lille, gdzie spędził jeden sezon i zdobył swoje pierwsze dwa gole w rozgrywkach pierwszej ligi. Natomiast sezon 1993/1994 spędził na wypożyczeniu w SM Caen. Zdobył 7 goli i przyczynił się utrzymania drużyny w Ligue 1.
Latem 1994 Nouma powrócił na Parc des Princes. Grał już w większej liczbie meczów jak poprzednio, a jego rola ograniczała się do pierwszego dublera dla pary napastników David Ginola - George Weah, a w sezonie 1995/1996 - Julio Cesar Dely Valdes - Patrice Loko. W obu sezonach zaliczał po 5 trafień w Ligue 1. W 1995 roku zdobył zarówno Puchar Francji, jak i Puchar Ligi Francuskiej, a w 1996 - wicemistrzostwo Francji oraz Puchar Zdobywców Pucharów (1:0 w finale z Rapidem Wiedeń).
Latem 1996 Nouma odszedł do RC Strasbourg. W swoim pierwszym sezonie na Stade de la Meinau zdobył 14 goli, co było jego najlepszym dorobkiem strzeleckim w Ligue 1. Na koniec sezonu zdobył też swój drugi w karierze Puchar Ligi. Natomiast w sezonie 1997/1998 uzyskał 8 trafień. Po sezonie podpisał kontrakt z RC Lens, dla którego strzelał po 6 bramek na sezon (w sezonie 1999/2000 zdobył też 6 w Pucharze UEFA. W 1999 roku wywalczył kolejny Puchar Ligi.
W 2000 roku Nouma przeszedł do tureckiego Beşiktaşu JK. Stworzył bramkostrzelny atak z Ahmetem Dursunem i Nihatem Kahvecim. Z 18 golami był najskuteczniejszym graczem zespołu, a także jednym z najlepszych strzelców w lidze. Po sezonie odszedł do Olympique Marsylia, ale nie był to dla niego udany okres - zaliczył jedynie 11 meczów i zdobył tylko jedną bramkę. Po sezonie wrócił do Beşiktaşu, z którym wywalczył mistrzostwo Turcji. W 2003 roku wyjechał do katarskiego Al-Khor, a piłkarską karierę kończył w szkockim Livingston FC.